# Matt Myers (Schiedsrichter)

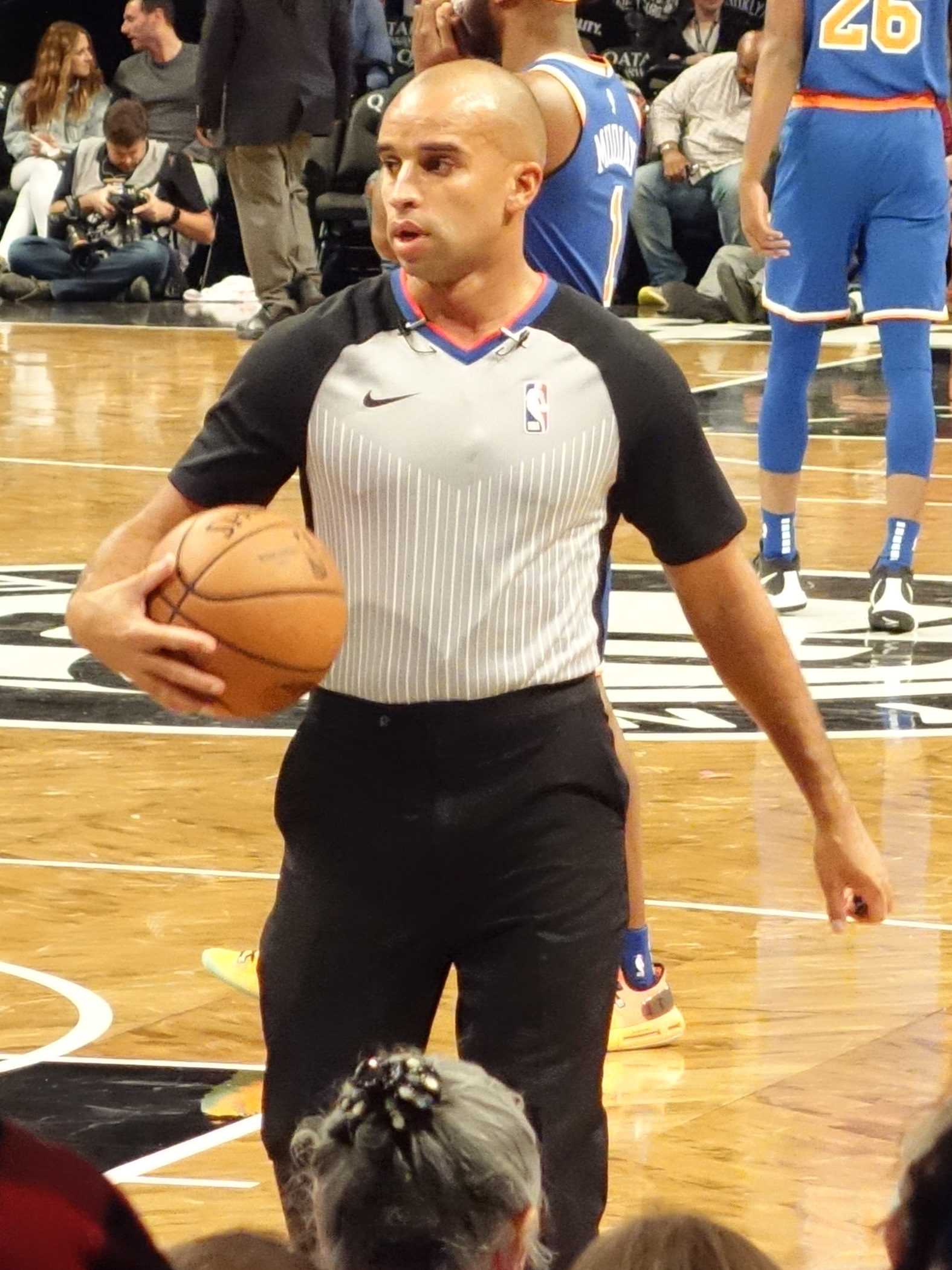
Matt Myers im Oktober 2018

Matt Myers (* 6. Oktober 1983 in St. Louis, Missouri) ist ein US-amerikanischer Schiedsrichter im Basketball, der seit dem Jahr 2012 in der NBA tätig ist. Er trägt die Uniform mit der Nummer 43.

## Karriere

### College-Basketball
Vor dem Einstieg in die NBA arbeitete er zwölf Jahre als College-Basketballschiedsrichter u. a. in der Big South Conference, Mid-Eastern Athletic Conference und Southern Conference.

### National Basketball Association
Myers begann im Jahr 2012 seine NBA-Schiedsrichterlaufbahn beim Spiel der Phoenix Suns gegen die Charlotte Bobcats.
Zuvor war er zwölf Jahre als Schiedsrichter in der NBA G-League und zwei Jahre in der Women’s National Basketball Association tätig.

### Fédération Internationale de Basketball
Zudem arbeitet er als FIBA-Basketballschiedsrichter. Er leitete u. a. Spiele bei der Basketball-Weltmeisterschaft 2019 in der Volksrepublik China.